# Pepe Marco
Pepe Marco va ser un esportista valencià, que, com a futbolista, jugà com a porter al primer equip del València CF. Va participar en les primeres alineacions de l'equip merengot. També va ser practicar la pilota valenciana.
Va morir al principi de la Guerra Civil Espanyola, sent reconegut pel bàndol nacional.